# Волоков Мост

Волоков Мост. Фото 1909 г.

Волоков Мост — посёлок в Вытегорском районе Вологодской области. Административный центр Алмозерского сельского поселения.
С точки зрения административно-территориального деления — центр Алмозерского сельсовета.
Расположен на берегах реки Талица. Находился на Мариинской водной системе. Расстояние по автодороге до районного центра Вытегры — 37 км. Ближайшие населённые пункты — Верхний Рубеж, Средний Рубеж, Старое Петровское.
По переписи 2002 года население — 725 человек (326 мужчин, 399 женщин). Преобладающая национальность — русские (96 %).